# Archidiocèse de Santa Fe de la Vera Cruz
Ne doit pas être confondu avec Archidiocèse de Santa Fe ou Archidiocèse de Santa Fe de Antioquia.
L'archidiocèse de Santa Fe de la Vera Cruz (en latin : Archidiœcesis Sanctae Fidei Verae Crucis ; en espagnol : arquidiócesis de Santa Fe de la Vera Cruz) est un archidiocèse métropolitain de l'Église catholique en Argentine. 

## Territoire

Archidiocèse de Santa Fe de la Vera Cruz
Suffragants

Il comprend les départements de la province de Santa Fe : Garay, 
La Capital, Las Colonias, San Jerónimo, San Justo, San Martín ainsi que la  partie sud du département de San Javier (la partie nord de ce département étant dans le diocèse de Reconquista) ce qui correspond à un territoire d'une superficie de 30 701 km2 divisé en 93 paroisses.
Le siège archiépiscopal est dans la ville de Santa Fe avec la cathédrale métropolitaine de Tous-les-Saints ainsi que la basilique Notre-Dame de Guadalupe (es). La Vierge de Guadalupe étant la patronne de l'archidiocèse tout comme saint Joseph. À Esperanza se trouve la basilique de la Nativité de la Vierge.
Il possède deux diocèses suffragants : le diocèse de Rafaela et le diocèse de Reconquista. L'ensemble forme la province ecclésiastique de Santa Fe de la Vera Cruz.

## Histoire
Le diocèse de Santa Fe est érigé le 15 février 1897 par la bulle In Petri Cathedra du pape Léon XIII en prenant une partie du territoire du diocèse de Paraná (aujourd'hui archidiocèse de Paraná). Il est nommé suffragant de l'archidiocèse de Buenos Aires et comprend les provinces de Santa Fe, Chaco et Formosa.
Le 20 avril 1934, il cède une portion de son territoire pour l'érection du diocèse de Rosario (aujourd'hui archidiocèse de Rosario) ; dans le même temps, il est élevé au rang d'archidiocèse métropolitain par la constitution apostolique Nobilis Argentinae nationis du pape Pie XI avec pour suffragants les diocèses de Rosario et Tucumán (aujourd'hui archidiocèse de Tucumán).
Au cours du XXe siècle, il cède du territoire à plusieurs reprises pour l'érection de nouveaux diocèses : le 3 juin 1939 pour le diocèse de Resistencia (aujourd'hui archidiocèse de Resistencia), le 11 février 1957 pour le diocèse de Reconquistaet le 10 avril 1961 pour le diocèse de Rafaela.
Le 19 septembre 1992, il prend son nom actuel avec l'ajout de « la Vera Cruz » en vertu du décret Ad earum politicam de la congrégation pour les évêques.

## Évêques et archevêques
évêques
- Juan Agustín Boneo (7 août 1898 - 16 juin 1932)[9]
- Nicolás Fasolino (20 octobre 1932 - 13 août 1934)[10]

archevêques
- Nicolás Fasolino (13 août 1934 - 13 août 1969)[10]
- Vicente Faustino Zazpe (13 août 1969 - 24 janvier 1984)[11]
- Edgardo Gabriel Storni (28 août 1984 - 1er octobre 2002)[12]
- José María Arancedo (13 février 2003 - 17 avril 2018)[13]
- Sergio Alfredo Fenoy depuis le 17 avril 2018[14]